# Макреш (Свети Никола)
Макреш (мкд. Макреш) је насеље у Северној Македонији, у средишњем делу државе. Макреш је село у саставу општине Свети Никола.

## Географија
Макреш је смештен у средишњем делу Северне Македоније. Од најближег града, Штипа, насеље је удаљено 35 km северозападно.
Насеље Макреш се налази у историјској области Овче поље. Село је смештено непосредно северно од поља, на западним падинама планине Манговице. Надморска висина насеља је приближно 590 метара.
Месна клима је умерено континентална.

## Становништво
Макреш је према последњем попису из 2002. године било без становника.
Већинско становништво били су етнички Македонци (100%). 
Претежна вероисповест месног становништва било је православље.